# دانيال ألن كوكس
دانيال ألن كوكس (بالإنجليزية: Daniel Allen Cox)‏ (3 فبراير 1976، مونتريال في كندا)؛ كاتب سيناريو وروائي كندي.

## روابط خارجية
- دانيال ألين كوكس على موقع IMDb (الإنجليزية)
- دانيال ألين كوكس على موقع قاعدة بيانات الفيلم (الإنجليزية)